# ميريام ساجان
ميريام ساجان (بالإنجليزية: Miriam Sagan)‏ هي كاتِبة أمريكية، ولدت في 1954.